# Henry W. Collier
Henry Watkins Collier (17 de Janeiro de 1801 - 28 de Agosto de 1855 em Bailey Springs, Alabama) foi o 14º Governador do estado americano do Alabama de 1849 até 1853. Nasceu no Condado de Lunenburg, Virgínia. Collier chegou em Tuscaloosa, Alabama, pela Carolina do Sul em 1823. Fazia parte da Suprema Corte do Alabama por 18 anos, dos quais 12 era como Chefe de Justiça. Após seu mandato como Governador, foi oferecido ao Senado dos Estados Unidos, mas recusou e aposentou-se.